# سون یات سن
سون یات سن (به چینی:孙中山؛ به انگلیسی: Sun Yat-sen؛ ۱۲ نوامبر ۱۸۶۶ – ۱۲ مارس ۱۹۲۵) یک سیاست‌مدار، پزشک، نویسنده، فیلسوف، خطاط و انقلابی اهل چین بود. او یکی از اصلی‌ترین رهبران انقلاب شین‌های بود. این انقلاب منجر به سرنگونی دودمان چینگ در ۱۹۱۱ میلادی شد.
سون یات سن نخستین رئیس‌جمهور و بنیان‌گذار جمهوری چین بود و از او به عنوان پدر چین مدرن یاد می‌شود.

## کودکی و ایام آغازین
سون یات سن در ۱۲ نوامبر ۱۸۶۶ متولد شد. محل تولد او روستای کویهنگ است. این روستا در شهرک نانلانگ از توابع شهر ژونگشان قرار دارد. او پس از اتمام تحصیلات ابتدایی، در سال ۱۸۷۸ میلادی به کمک برادر بزرگترش به شهر هونولولو که در آن دوران زیر نظر پادشاهی هاوایی اداره می‌شد، مهاجرت کرد. او در هاوایی از طریق ثروت متوسطی که به وسیله برادر بزرگترش سون می برای او فراهم شده‌بود، یک زندگی راحت داشت و به ادامه تحصیل در آنجا پرداخت.
سون می علاوه بر پشتیبانی از سون یات سن برای ادامه تحصیل، یکی از مهمترین حامیان سون یات سن در جریان سرنگون کردن امپراتوری منچو بود.
سون یات سن در هاوایی در یک مدرسه به ادامه تحصیل پرداخت. او در آنجا زبان انگلیسی، تاریخ انگلستان، ریاضیات، مسیحیت و برخی دیگر از علوم را فرا گرفت. او در ابتدا قادر به صحبت‌کردن به زبان انگلیسی نبود، ولی به سرعت در این زمینه تلاش کرد و توانست یک جایزه را برای موفقیت برجسته‌اش در فراگیری زبان انگلیسی از دیوید کالاکائوآ دریافت کند. او در سال ۱۸۸۲ از آن مدرسه فارغ‌التحصیل شد. سپس برادرش او را برای یک ترم به کالج Oahu (که در حال حاضر مدرسه Punahou نامیده می‌شود) فرستاد ولی در سال ۱۸۸۳ چون ترسیده بود که سون یات سن به دین مسیحیت ایمان بیآورد، سون یات سن را به چین فرستاد.

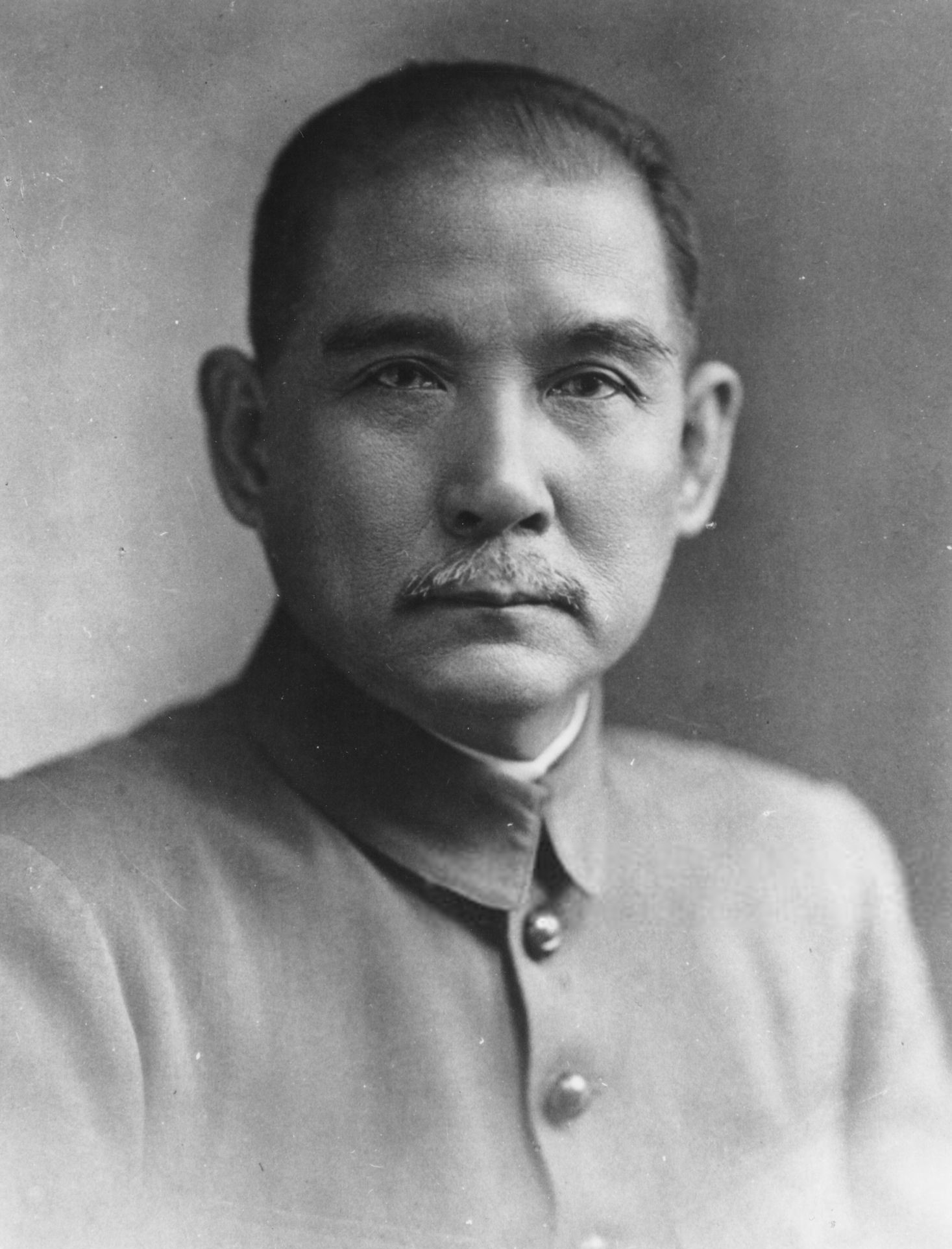
یات سن در دهه ۱۹۱۰

هنگامی که او در سال ۱۸۸۳ به خانه‌اش در چین بازگشت، ۱۷ سال سن داشت. او با دوست دوران کودکی‌اش، لو هادونگ در یک معبد در روستای کویهنگ ملاقات کرد.

## انقلاب ۱۹۱۱ چین
در اواخر سال ۱۹۱۱ میلادی، نیروهای کومینتانگ به رهبری سون یات سن بر امپراتوری منچو پیروز شدند. در نخستین روزهای سال ۱۹۱۲ میلادی، جمهوری چین تأسیس شد. سون یات سن نیز به عنوان اولین رئیس‌جمهور چین در اول ژانویه سال ۱۹۱۲ میلادی قدرت را در دست گرفت. او همچنین رهبری حزب کومینتانگ را از اکتبر ۱۹۱۹ میلادی تا زمان مرگش در ماه مارس ۱۹۲۵ میلادی بر عهده داشت.
سون یات سن در مارس ۱۹۲۵ میلادی درگذشت. در همان سال ۱۹۲۵ و پس از مرگ سون یات سن، چیانگ کای شک قدرت را در جمهوری چین به دست گرفت. عقاید چیانگ کای شک با خط مشی سون یات سن مغایرت کامل داشت. چیانگ کای شک در سال بعد، کنترل ارتش ملی جمهوری چین را شخصاً به عهده گرفت. در سال ۱۹۲۷ چیانگ کای شک حکومت و عوامل آن را از کمونیست‌ها پاکسازی کرد. افرادی که جزء حزب کمونیست چین بودند در آن دوران اخراج و زندانی شدند. اقدامات چیانگ کای شک، زمینه را برای وقوع جنگ داخلی چین فراهم کرد.